# Sport Chorrillos
Sport Chorrillos fue un club de fútbol peruano, con origen en la ciudad de Talara, Perú. Fue fundado en 1931 y fue subcampeón de la Copa Perú en la edición de 1968.

## Historia
En la Copa Perú 1968, el club clasificó a la Etapa Final, con la Aurora Chancayllo de Chancay, Carlos A. Mannucci de Trujillo, Cienciano del Cusco, FBC Melgar de Arequipa y Colegio Nacional de Iquitos . En la fase final, el club quedó subcampeón. 
El club estuvo en actividad hasta inicios de los años 2000.

## Entrenadores
- Diego Agurto (1968)

## Honores

### Nacional
- Copa Perú : 0

Subcampeón (1): 1968
- Liga Departamental de Piura : 1

Ganadores (1) : 1968.